# پارک جنگلی جوندالا
پارک جنگلی جوندالا یک پارک جنگلی در گامبیا است. این پارک در ۱ ژانویه ۱۹۵۴ تأسیس شد و ۴۳۷ هکتار وسعت دارد.
ارتفاع این پارک ۵۴ متر است.